# 나가사토 유키
나가사토 유키(일본어: 永里 優季, 1987년 7월 15일 가나가와현 아쓰기시 ~ )는 일본의 여자 축구 선수로 포지션은 스트라이커이다. 2020년 남성 팀인 하야부사 일레븐으로 이적했다.

## 구단 경력
2001년에 일본 여자 축구 리그 소속 클럽인 닛폰 TV 벨레자에 입단했고 2002년에 일본 여자 축구 리그 무대에 데뷔했다. 그는 닛폰 TV 벨레자 소속으로 뛰는 동안에 6번의 리그 우승을 경험했다. 2010년에는 독일의 푸스발-분데스리가 소속 클럽인 1. FFC 투르비네 포츠담으로 이적했고 2009-10 시즌에서 팀의 UEFA 여자 챔피언스리그 우승을 견인했다.
2013년에는 잉글랜드의 FA 여자 슈퍼리그 소속 클럽인 첼시로 이적했으며 2015년 초반에는 독일의 VfL 볼프스부르크로 이적했다. 2015년 8월에는 프랑크푸르트로 이적했고 2017년에는 미국의 내셔널 위민스 사커 리그 소속 클럽인 시카고 레드 스타스로 이적했다. 2018년 10월에는 오스트레일리아 W리그 소속 클럽인 브리즈번 로어로 이적했다.
2020년 9월 9일 가나가와현 사회인 축구 리그의 2부리그 팀인 하야부사 일레븐(はやぶさイレブン)으로 이적했다. 하야부사 일레븐은 고향인 아쓰기시를 연고지로 하고 있으며 오빠인 축구선수 나가사토 겐키도 활동하고 있다.

## 국가대표팀 경력
2004년 4월 22일에 열린 태국과의 2004년 아테네 하계 올림픽 아시아 지역 예선에서 일본 여자 축구 국가대표팀 선수로 처음 출전했으며 2007년 FIFA 여자 월드컵, 2008년 하계 올림픽, 2011년 FIFA 여자 월드컵, 2012년 런던 하계 올림픽, 2015년 FIFA 여자 월드컵에서 일본 대표로 출전했다. 특히 2011년 FIFA 여자 월드컵에서는 일본의 사상 첫 FIFA 여자 월드컵 우승에 공헌했고 2012년 하계 올림픽에서는 일본의 올림픽 여자 축구 은메달 수상에 공헌했다. 2015년 FIFA 여자 월드컵에서는 일본의 준우승에 공헌했지만 일본이 2016년 리우데자네이루 하계 올림픽 본선 진출에 실패하면서 은퇴하게 된다.

## 개인사
오빠인 나가사토 겐키와 여동생 나가사토 아사노도 축구 선수이다.
2011년 7월에 멘탈 트레이닝 담당 컨설턴트였던 오기미 고스케(大儀見 浩介)와 결혼하면서 자신의 성을 남편의 성으로 바꿨고 2012년부터 오기미 유키(大儀見 優季)라는 이름으로 등록했다. 하지만 2016년 4월 6일에 오기미 고스케와 이혼하면서 원래 이름으로 등록하게 된다.

## 통계
| 일본 | 일본 | 일본 |
| 연도 | 출전 | 득점 |
| ---- | ---- | ---- |
| 2004 | 1    | 0    |
| 2005 | 9    | 6    |
| 2006 | 13   | 9    |
| 2007 | 12   | 4    |
| 2008 | 17   | 9    |
| 2009 | 3    | 0    |
| 2010 | 3    | 1    |
| 2011 | 17   | 3    |
| 2012 | 16   | 9    |
| 2013 | 12   | 6    |
| 2014 | 9    | 5    |
| 2015 | 13   | 3    |
| 2016 | 7    | 3    |
| 통산 | 132  | 58   |

## 수상

### 클럽
닛폰 TV 벨레자
- 일본 여자 축구 리그 6회 우승 (2001, 2002, 2005, 2006, 2007, 2008)
- 황후배 전일본 여자 축구 선수권 대회 4회 우승 (2005, 2006, 2008, 2010)
- 나데시코 리그컵 1회 우승 (2007)

투르비네 포츠담
- 프라우엔-분데스리가 2회 우승 (2010, 2011)
- UEFA 여자 챔피언스리그 1회 우승 (2009-10)

VfL 볼프스부르크
- 여자 DFB-포칼 1회 우승 (2014-15)

### 국가대표
- 2008년 동아시아 여자 축구 선수권 대회 우승
- 2011년 FIFA 여자 월드컵 우승
- 2012년 하계 올림픽 여자 축구 은메달
- 2014년 AFC 여자 아시안컵 우승
- 2015년 FIFA 여자 월드컵 준우승

### 개인
- 일본 여자 축구 리그 디비전 1 베스트 일레븐 2회 선정 (2005, 2006)
- 일본 여자 축구 리그 디비전 1 최다 득점자 1회 수상 (2006)
- 프라우엔-분데스리가 최다 득점자 1회 수상 (2013)

### 표창
- 국민영예상 (2011, 일본 여자 축구 대표팀의 일원으로 수상함)